# Hevein
Hevein foi uma banda finlandesa de metal, da cidade de Helsinki, composta por seis membros. 
Fundada em 1992, eles se desenvolveram e cresceram até o presente através da troca de vários vocalistas e adição de mais membros que a formação original.
Hevein é uma banda que combina bateria, guitarras e um vocal principal pesados, típicos do thrash metal, com instrumentos clássicos como violino e violoncelo, combinados com um segundo vocal mais calmo e melódico. Segundo o site oficial da banda, "ninguém consegue explicar como é a música de Hevein…você tem que ouvir por si próprio."
A banda lançou seu primeiro, e até então último álbum em 2005, Sound over Matter.
Hevein também é uma proteína encontrada no látex, mas o Leif alega não ter conhecimento nenhum disto quando criou o nome da banda.

## O nome
Segundo a resposta de Leif Hedström no fórum oficial:
"Hevein significa algo?"
O guitarrista uma vez ouviu uma música, executada por Blackstar chamada "The Girl That Lived On Heaven Hill". Então, as palavras "Heaven Hill" foram mudadas para "Heven Hill" e daí em diante, até o nome final "Hevein" nascer.

## Membros

### Atuais
- Leif Hedström - Guitarrra, vocais secundários
- Juha Immonen - Vocais principais
- Janne Jaakkola - Baixo (também no 7th Labyrinth)
- Max Lilja - Violoncelo (também no Tekijä Tuntematon e Tarja Turunen), tocou no Apocalyptica
- Alpo Oksaharju - Bateria
- Aino Piipari - Violino (Também no Kiova)

### Antigos
- Tomi "Tomppa" Koivunen - Baixo
- Dimitri Paile - Vocais

#### Colaborações
- Nico Hartonen – Ajudou com vocais na terceira demo.

## Discografia

### Demos
- (1999) Heartland
- (2001) Reverance
- (2002) Only Human
- (2003) Fear Is…

### Singles/EPs
- (2003) Fear Is… Only Human (Duas demos em um EP)
- (2004) Break Out The Hammers EP
- (2005) iOta
- (2005) As Far As The Eye Can See

### Álbuns
- (2005) Sound Over Matter

### Covers
- Walk, do Pantera
- Empty, do Anathema, tocada algumas vezes ao vivo.
- Use My Third Eye, do Pantera,tocada ao Metal Barbeque

### Videoclipes
- (2005) Last Drop of Innocence

## Principais influências
- Soilwork
- Pantera
- Sepultura
- Anathema
- At the Gates
- The Haunted
- Entombed